# Pralormo
Pralormo est une commune italienne de la ville métropolitaine de Turin, dans la région Piémont.

## Monuments
- le Castello Beraudo di Pralormo du XIIIe siècle.

## Administration
| Période                                  | Période | Identité | Étiquette | Qualité |
| ---------------------------------------- | ------- | -------- | --------- | ------- |
|                                          |         |          |           |         |
| Les données manquantes sont à compléter. |         |          |           |         |

### Communes limitrophes
Poirino, Cellarengo, Montà, Ceresole Alba, Santo Stefano Roero, Monteu Roero